# Beynat
Beynat (okzitanisch Beinat) ist eine französische Gemeinde mit 1281 Einwohnern (Stand 1. Januar 2022) im Département Corrèze in der Region Nouvelle-Aquitaine; sie gehört zum Arrondissement Brive-la-Gaillarde und zum Kanton Midi Corrézien. Die Einwohner nennen sich Beynatois(es).

## Geografie
Tulle, die Präfektur des Départements, liegt ungefähr 24 Kilometer nordöstlich, Brive-la-Gaillarde etwa 21 Kilometer nordwestlich und Beaulieu-sur-Dordogne rund 22 Kilometer südöstlich. Die Roanne, ein Nebenfluss der Corrèze, durchfließt das Gemeindegebiet.

### Nachbargemeinden
Nachbargemeinden von Beynat sind Le Chastang im Norden, Sainte-Fortunade im Nordosten, Albussac im Osten, Ménoire im Südwesten, Le Pescher, Sérilhac und Lagleygeolle im Süden, Lanteuil und Albignac im Westen und Palazinges im Westen und Nordwesten.

### Verkehr
Die Anschlussstelle 49 zur Autoroute A20 liegt etwa 27 Kilometer nordwestlich.

## Wappen
Beschreibung: In Silber drei rote Pfähle, im silbernen Schildhaupt drei  blaue Fäden.

## Bevölkerungsentwicklung
| Jahr      | 1962 | 1968 | 1975 | 1982 | 1990 | 1999 | 2007 | 2018 |
| Einwohner | 1408 | 1336 | 1132 | 1101 | 1068 | 1152 | 1225 | 1245 |

## Sehenswürdigkeiten
- Dolmen La Cabane de la Fée (dt. Feenhäuschen), eine neolithische Grabstätte, ist seit dem 24. Februar 1910 als Monument historique klassifiziert[1]
- Kirche Saint-Pierre-ès-liens, ein Sakralbau aus dem 13. Jahrhundert[2].
- Der Lac de Miel, ein 12 ha großer künstlicher See ist ein regional beliebtes Camping- und Freizeitzentrum[3].

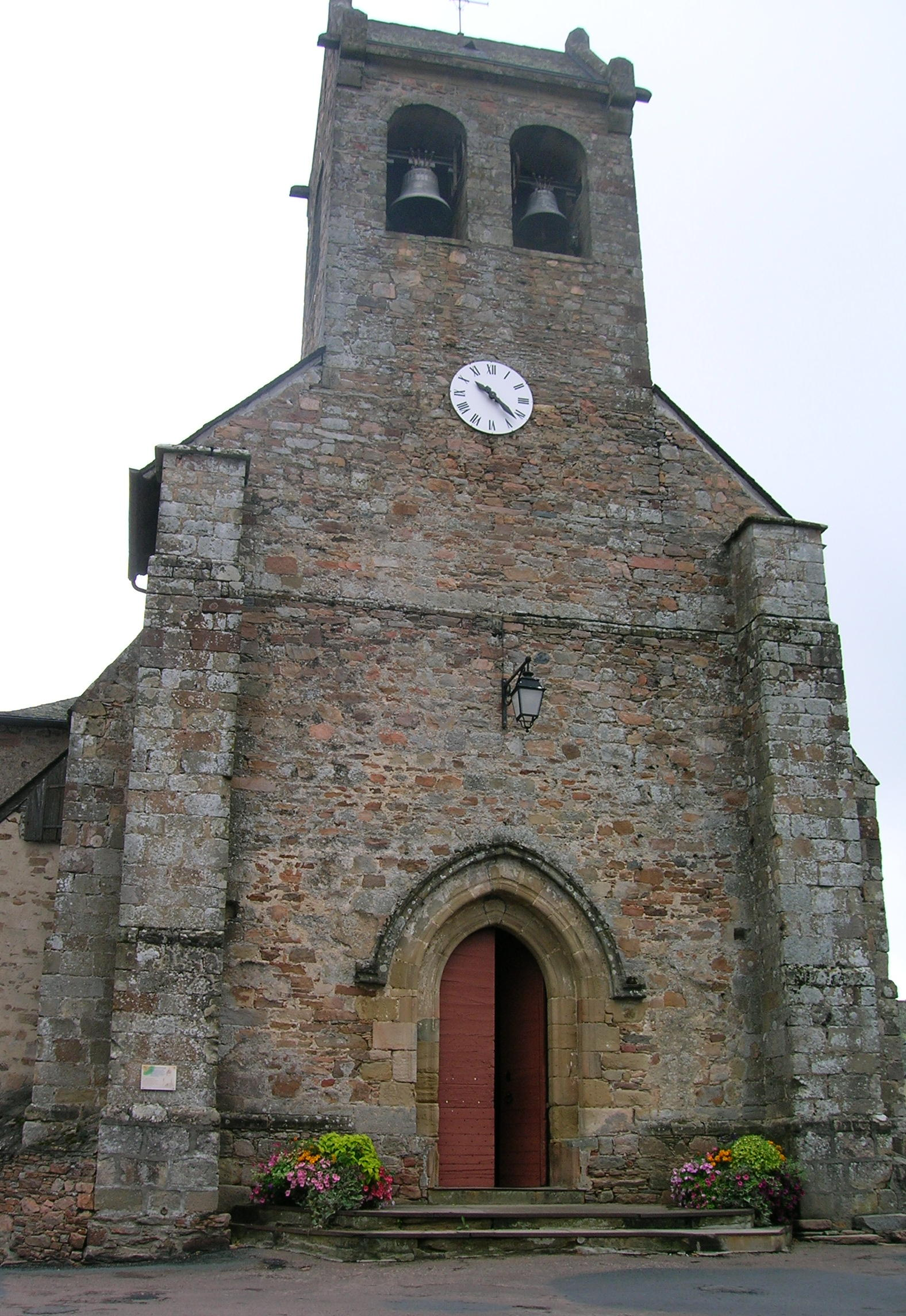
Kirche Saint-Pierre-ès-liens

## Persönlichkeiten
- Pierre Dumoulin-Borie (1808–1838), französischer Priester und Auslandsmissionar, in Tonkin hingerichtet und 1988 heiliggesprochen.